# Им Кё Сук
Им Кё Сук (кор. 임계숙; род. 3 октября 1964) — южнокорейская хоккеистка на траве, нападающий; тренер. Серебряный призёр летних Олимпийских игр 1988 года, участница летних Олимпийских игр 1992 года, двукратная чемпионка летних Азиатских игр 1986 и 1990 годов, серебряный призёр летних Азиатских игр 1982 года.

## Биография
Им Кё Сук родилась 3 октября 1964 года.
Начала заниматься хоккеем на траве в 1971 году в первом классе коммерческой средней школы для девочек Оньянг Ханол в Чхунчхон-Намдо. В 1982—1985 годах играла за команду университета Чхонджу. В 1986—1992 годах выступала за «Корея Телеком».
В 1981 году дебютировала в женской сборной Южной Кореи.
В 1982 году стала серебряным призёром хоккейного турнира летних Азиатских игр в Нью-Дели. В 1986 году завоевала золотую медаль хоккейного турнира летних Азиатских игр в Сеуле, забив в 5 матчах 25 мячей.
В 1988 году вошла в состав женской сборной Южной Кореи на летних Олимпийских играх в Сеуле и завоевала серебряную медаль. Играла на позиции нападающего, провела 5 матчей, забила 5 мячей (три в ворота сборной Австралии, один — ФРГ). Поделила 2-е место в списке снайперов турнира с Беттиной Блуменберг из сборной ФРГ, уступив только Лисанне Лежён из сборной Нидерландов.
В 1990 году завоевала золотую медаль хоккейного турнира летних Азиатских игр в Пекине.
В 1992 году вошла в состав женской сборной Южной Кореи на летних Олимпийских играх в Барселоне, занявшей 4-е место. Играла на позиции нападающего, провела 5 матчей, забила 1 мяч в ворота сборной Великобритании.
Дважды выигрывала медали Трофея чемпионов. В 1987 году в Амстелвене завоевала бронзу, став лучшим снайпером турнира с 8 мячами. В 1989 году во Франкфурте-на-Майне выиграла золото, став вторым снайпером с 6 голами.
В 1981—1992 годах провела за женскую сборную Южной Кореи 103 матча, забила 127 мячей.
В 1992 году завершила игровую карьеру. В 1994—2010 годах работала менеджером клиентской группы фирмы «Корея Телеком».
В конце 2010 года стала главным тренером женской команды КТ. В 2018—2019 годах тренировала женскую сборную Южной Кореи.